# Teuthonista (Zeitschrift)
Teuthonista war der zeitweilige Name einer Zeitschrift für Dialektologie, die von Hermann Teuchert herausgegeben wurde. Der vollständige Name lautet Teuthonista. Zeitschrift fuer Deutsche Dialektforschung und Sprachgeschichte.
In der ersten Ausgabe der Zeitschrift wurde in einem eigenen Artikel die Lautschrift des Teuthonista vorgestellt, die heute noch in der deutschen Dialektologie verwendet wird.
Der Name der Zeitschrift hat sich seit der Gründung 1900 mehrmals geändert:
- Zeitschrift für Dialektologie und Linguistik (seit 1969), hrsg. von Ludwig Erich Schmidt, Werner H. Veith, Joachim Göschel, Jürgen Erich Schmidt, Franz Steiner Verlag, Wiesbaden, später Stuttgart
- Zeitschrift für Mundartforschung (1935–1968), hrsg. von Walther Mitzka, Ludwig Erich Schmidt, Niemeyer Verlag, Halle/Saale, später Franz Steiner Verlag, Wiesbaden
- Teuthonista (1924–1934), hrsg. von Hermann Teuchert, Franz Steiner Verlag, Wiesbaden
- Zeitschrift für Deutsche Mundarten (1906–1924), ab 1919 hrsg. von Hermann Teuchert, Verlag des Allgemeinen Deutschen Sprachvereins, Berlin
- Zeitschrift für hochdeutsche Mundarten (1900–1905), hrsg. von Philip Lenz und Otto Hellig, Carl Winter’s Universitätsverlag, Heidelberg, später Verlag des Allgemeinen Deutschen Sprachvereins, Berlin